# Donkey Kong Country (serie animata)
Donkey Kong Country è una serie televisiva animata franco-canadese. È basata sul personaggio di Donkey Kong di Nintendo e sulla serie di videogiochi Donkey Kong Country di Nintendo e di Rare.
Creata da France 2 e Nelvana, la serie andò in onda per la prima volta in Francia il 4 settembre 1996, mentre negli Stati Uniti la serie è stata trasmessa dalla Fox sul canale televisivo Fox Kids il 15 agosto 1997. Dopo soli due episodi, la serie è stata spostata sul canale Fox Family ora noto come ABC Family. In Giappone la serie è andata in onda su TV Tokyo. In Italia i diritti di distribuzione della serie sono di proprietà di Mediaset che doveva mandarla in onda su Italia 1, ma non è mai stata trasmessa. Nel 2024, il servizio Samsung TV Plus ha distribuito un doppiaggio italiano con voci generate artificialmente da DeepDub.
La serie fu inoltre una delle prime nel suo genere, combinando attori e animazione computerizzata con la tecnica del motion capture per la creazione di personaggi animati tridimensionali; questo gli fece vincere un 7 d'or.

## Trama
La serie vede Donkey Kong, il protagonista della serie, che inciampa nel Cristallo di cocco nel tempio di Inka Dinka Doo, dove scopre che la reliquia nomina chiunque lo possegga futuro governatore dell'isola Kong. Lo scimmione ed i suoi amici devono aspettare il giorno in cui verrà proclamato padrone indiscusso dell'isola, ma la reliquia dai straordinari poteri mistici fa gola anche al malvagio Re K. Rool ed ai suoi scagnozzi, infatti questi ultimi vogliono proclamare il loro capo re dell'isola utilizzando il potere della reliquia.

## Personaggi e doppiatori
| Personaggio     | Interprete francese                                                                    | Doppiatore inglese | Doppiatore giapponese                | Doppiatore italiano(serie mai trasmessa) |
| --------------- | -------------------------------------------------------------------------------------- | ------------------ | ------------------------------------ | ---------------------------------------- |
| Donkey Kong     | Franck Capillery                                                                       | Richard Yearwood   | Kōichi Yamadera                      | Simone D'Andrea                          |
| Diddy Kong      | Hervé Grull (stagione 1) Lucile Boulanger (stagione 2) Donald Reignoux (voce cantante) | Andrew Sabiston    | Megumi Hayashibara                   | Daniele Demma                            |
| Dixie Kong      | Violette Chauveau                                                                      | Louise Vallance    | Becky                                | Federica Valenti                         |
| Funky Kong      | Emmanuel Curtil                                                                        | Damon D'Oliveira   | Shitamachi Kyōdai                    | Luca Bottale                             |
| Cranky Kong     | Yves Massicotte (stagione 1) Yves Barsacq (stagione 2)                                 | Aron Tager         | Ryūsei Nakao                         | Oliviero Corbetta                        |
| Candy Kong      | Camille Cyr-Desmarais (stagione 1) Odile Schmitt (stagione 2)                          | Joy Tanner         | Mika Kanai                           | Jasmine Laurenti                         |
| Bluster Kong    | Daniel Lesourd (stagione 1) Patrice Dozier (stagione 2)                                | Donald Burda       | Daiki Nakamura                       | Luca Semeraro                            |
| Re K. Rool      | Éric Gaudry (stagione 1) Daniel Beretta (stagione 2)                                   | Benedict Campbell  | Jūrōta Kosugi                        | Pietro Ubaldi                            |
| Generale Klump  | Jean Brousseau (stagione 1) Jacques Bouanich (stagione 2)                              | Adrian Truss       | Keiichi Sonobe                       | Stefano Albertini                        |
| Krusha          | Pierre Auger (stagione 1) Daniel Beretta (stagione 2)                                  | Len Carlson        | Tomohisa Asō                         | Antonello Governale                      |
| Green Kroc      | Dominique Sourriseau                                                                   | Dan Hennessey      | Taku Suzuki                          | Pino Pirovano                            |
| Kritter         |                                                                                        | Lawrence Bayne     | Tokuyashi Kawashima Toshitaka Hirano | Davide Garbolino                         |
| Inka Dinka Doo  | ???? (stagione 1) Patrice Dozier (stagione 2)                                          | Rick Jones         | Tomohisa Asō                         | Ciro Imparato                            |
| Kapitano Scruvy |                                                                                        | Neil Ross          | Katsuhisa Hōki                       | Enrico Bertorelli                        |
| Sciabbo         |                                                                                        | John Stocker       | Takuma Suzuki                        | Marco Pagani                             |
| Eddie lo Yeti   |                                                                                        | Adrian Truss       | Kenyu Horiuchi                       | Riccardo Lombardo                        |
| Polly Roger     |                                                                                        | Charles Adler      | Motoki Kumai                         | Alberto Olivero                          |
| Klap Trap       |                                                                                        | Andrew Sabiston    | Kappei Yamaguchi Atsushi Nagano      | Davide Garbolino                         |
| Kong Fu         |                                                                                        |                    | Hōchū Ōtsuka                         | Enrico Maggi                             |
| Baby Kong       | Christophe Florin                                                                      | Kari Wahlgren      | Kōichi Yamadera                      | Patrizia Mottola                         |

## Episodi
Stagione 1
1. "I Spy with My Hairy Eye"
2. "The Big Chill Out"
3. "Bad Hair Day"
4. "Raiders of the Lost Banana"
5. "Ape Foo Young"
6. "Booty and the Beast"
7. "Kong for a Day"
8. "From Zero to Hero"
9. "Buried Treasure"
10. "Cranky's Tickle Tonic"
11. "Get a Life, Don't Save One"
12. "The Curse of Kongo Bongo"
13. "Orangutango"
14. "Speed"
15. "Klump's Lumps"
16. "Bluster's Sale Ape-Stravaganza"
17. "Kong Fu"
18. "Bug a Boogie"
19. "Watch the Skies"
20. "Baby Kong Blues"
21. "To the Moon Baboon"
22. "Double Date Trouble"
23. "Ape-Nesia"
24. "A Thin Line Between Love & Ape"
25. "Barrel, Barrel... Who's Got the Barrel"
26. "Legend of the Crystal Coconut"

Stagione 2
1. "The Kongo Bongo Festival of Lights"
2. "Hooray for Holly-Kongo Bongo"
3. "Speak No Evil, Dude"
4. "The Day The Island Stood Still"
5. "Message in a Bottle Show"
6. "Monkey Seer, Monkey Do"
7. "Four Weddings and a Coconut"
8. "Vote of Kong-Fidence"
9. "Follow That Coconut"
10. "The Big Switch-A-Roo"
11. "Hunka Hunka Burnin' Bluster"
12. "Best of Enemies"
13. "It's a Wonderful Life"
14. "Just Kidding"